# 藤原定任
藤原 定任（ふじわら の さだとう）は、平安時代中期から後期にかけての貴族。藤原北家山蔭流、越前守・藤原為盛の子。官位は従四位上・大和守。

## 経歴
蔵人所雑色を経て、寛仁4年（1020年）春宮・敦良親王の昇殿を許される。後朱雀朝の長久元年（1040年）伊賀守の官職にあったが、筑前守・菅野敦頼が伊賀守と官職を交換することを求め、定任は筑前守に遷ったか。
白河朝の永保元年（1081年）9月9日に大和守在職中に出家。

## 官歴
- 長和5年（1016年） 4月20日：見蔵人所雑色[1]
- 寛仁4年（1020年） 2月5日：春宮昇殿（春宮・敦良親王）、先雑色[2]
- 長久元年（1040年） 4月27日：見伊賀守[3]
- 時期不詳：筑前守。肥前守[4]。式部少輔[5]。
- 時期不詳：大和守
- 永保元年（1081年）9月9日：出家（大和守）[6]

## 系譜
『尊卑分脈』による。
- 父：藤原為盛
- 母：不詳
- 妻：因幡守時盛（または時成）の娘
  - 男子：中村実宗
  - 男子：藤原章家
- 生母不詳の子女
  - 男子：覚暹（仁和寺の僧）
  - 男子：頼緑
  - 男子：範緑
  - 男子：廉慶（延暦寺の僧）